# لوکاس ترخو
لوکاس ترخو (انگلیسی: Lucas Trejo؛ زادهٔ ۲۹ دسامبر ۱۹۸۷) بازیکن فوتبال اهل آرژانتین است.